# Tutufa bufo
Tutufa bufo là một loài ốc biển, là động vật thân mềm chân bụng sống ở biển trong họ Bursidae. Đây là loại ốc có độc, đã có nhiều trường hợp ngộ độc khi ăn phải loại ốc này.

## Hình ảnh

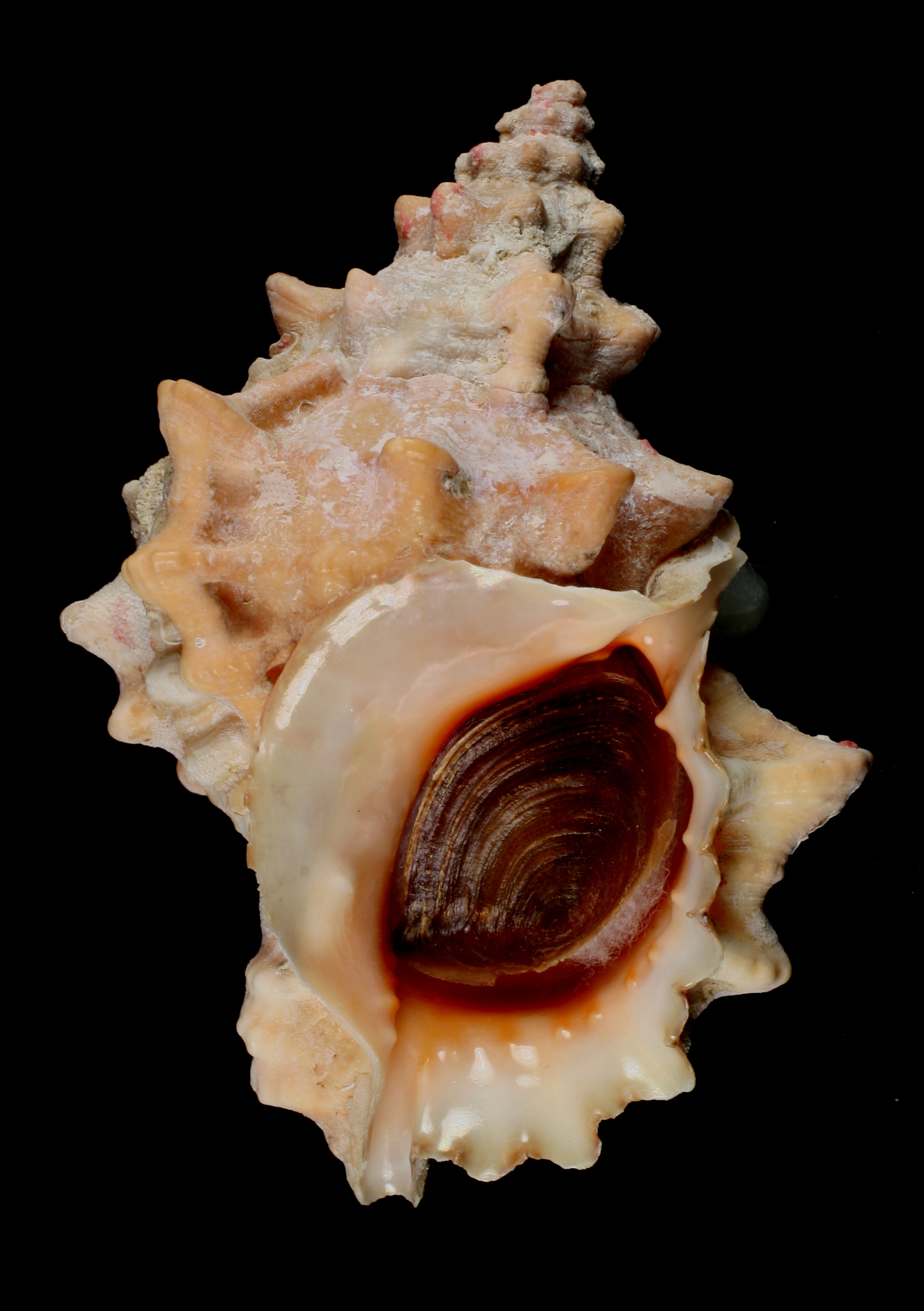